# Vespa orientalis
La vespa orientale o calabrone orientale (Vespa orientalis Linnaeus, 1771) è un vespide simile al calabrone europeo (Vespa crabro). Non deve essere confusa con la Vespa mandarinia, originaria dell'est asiatico e di dimensioni maggiori, non presente in Europa.

## Distribuzione e habitat
La specie è diffusa nel sud est europeo (compresa l'Italia meridionale), nel Medio Oriente e in Madagascar.
La vespa orientale è autoctona della penisola, tuttavia si sta osservando un aumento degli avvistamenti nel centro-sud probabilmente dovuto ai cambiamenti climatici.
Il suo areale in Italia è in espansione verso nord: risulta insediata a partire dal 2020 nelle città di Grosseto e di Trieste e risulta segnalata a Genova nella zona del porto. Il 15 agosto 2022 viene segnalato un esemplare a Livorno, e pochi giorni dopo arriva la prima segnalazione dalla Sardegna.

## Biologia
Vespa orientalis costruisce il nido similmente al calabrone, vale a dire nelle cavità arboree ed in case abbandonate, ma talvolta potrebbe nidificare anche nel terreno.
Alcuni ricercatori hanno scoperto che nelle bande gialle dell'addome di questa vespa, è presente un pigmento chiamato xantopterina che ha la capacità di assorbire l'energia solare e rendere attive le vespe, che difatti preferiscono lavorare in pomeriggio inoltrato, al contrario di molte altre specie di calabroni che preferiscono lavorare con il fresco del mattino o prima di sera, per evitare l'eccessivo calore.
In autunno questa vespa compie degli attacchi massivi agli alveari di Apis mellifera sicula (dove questa specie è presente, come ad esempio nell'isola di Cipro), che non possono ucciderle pungendole, poiché il loro tegumento ha una cuticola tanto dura da essere inviolabile ai loro pungiglioni: pertanto le api le appallottolano soffocandole. È stato dimostrato che il limite termico di sopravvivenza è 50,6 ± 0,6 °C per la vespa orientalis, mentre per le api mellifere 50,5 ± 0,1 °C, pertanto non è la temperatura, che in fase di appallottolamento uccide la orientale, bensì lo schiacciamento addominale che ne impedisce la regolare respirazione, con un crollo di umidità ed un picco di anidride carbonica.

## Riconoscimento

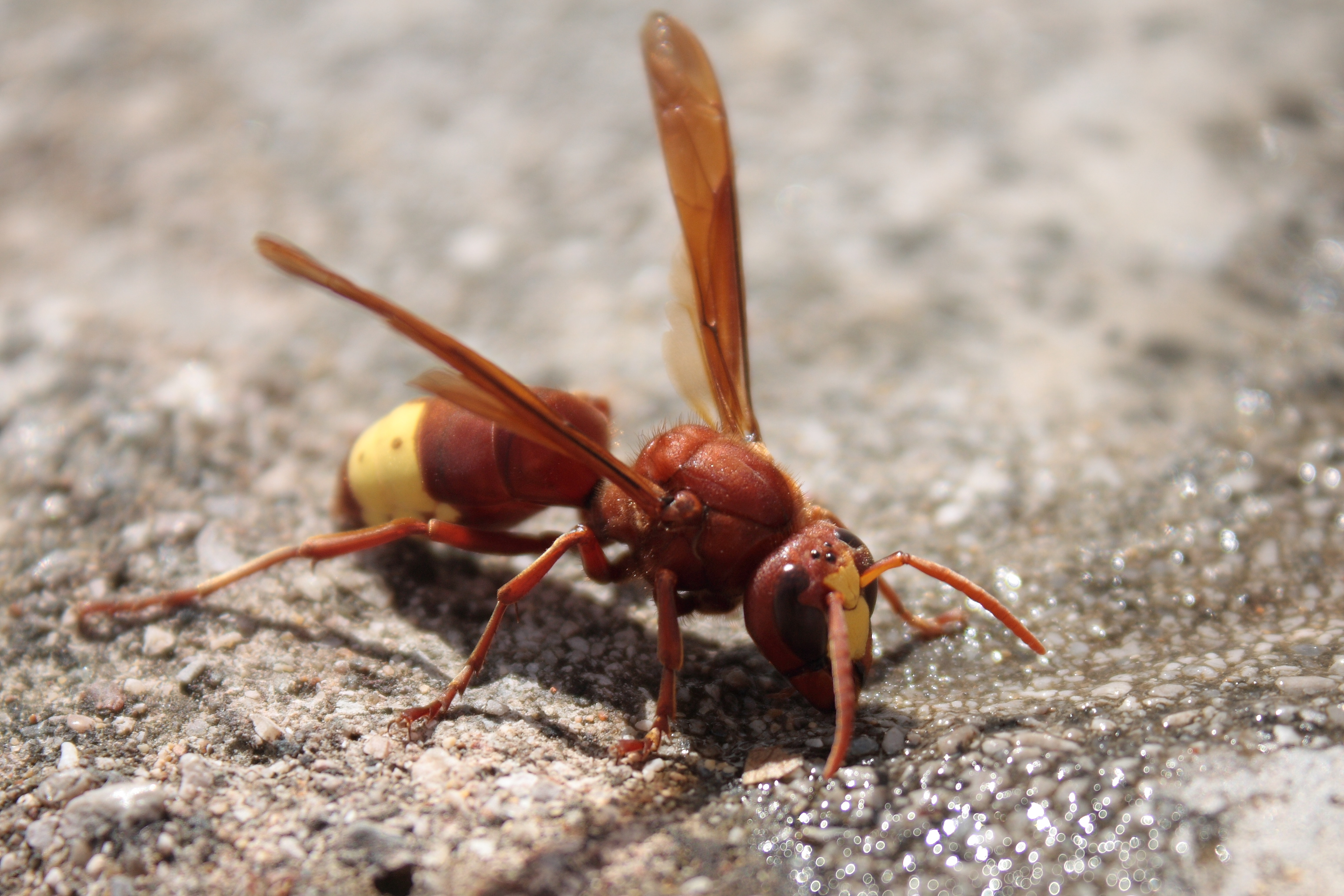

La vespa orientale si riconosce per la tinta intensamente rossiccia quasi uniforme, spezzata soltanto dal colore giallo presente in una larga banda nell'addome, ed in una macchia sulla testa.